# Kryptochroma
Genre
Kryptochroma est un genre d'araignées aranéomorphes de la famille des Thomisidae.

## Distribution
Les espèces de ce genre se rencontrent au Brésil, en Guyane et en Colombie.

## Liste des espèces
Selon World Spider Catalog (version 22.5, 30/11/2021) :
- Kryptochroma gigas Machado & Viecelli, 2021
- Kryptochroma hilaris Machado & Teixeira, 2021
- Kryptochroma macrostyla (Mello-Leitão, 1929)
- Kryptochroma parahybana (Mello-Leitão, 1929)
- Kryptochroma pentacantha (Mello-Leitão, 1929)
- Kryptochroma quadrata Machado & Viecelli, 2021
- Kryptochroma quinquetuberculata (Taczanowski, 1872)
- Kryptochroma renipalpis (Mello-Leitão, 1929)
- Kryptochroma septata Machado & Teixeira, 2021

## Publication originale
- Machado, Viecelli, Guzati, Grismado & Teixeira, 2021 : « Kryptochroma: a new genus of bark-dwelling crab spiders (Araneae, Thomisidae). » European Journal of Taxonomy, no 778, p. 26-70 & 136-137 (texte intégral & corrigendum).